# シゲリック
シゲリック（Sigeric、? - 415年8月22日）は、5世紀の西ゴート族の王。在位7日で暗殺された。

## 来歴
先代の西ゴート族の王アタウルフが暗殺された後、有力貴族の後援を受けて王位に就いた。かつてシゲリックの兄弟サルスはアタウルフにより処刑されたため、シゲリックはアタウルフに復讐を誓っており、このアタウルフの暗殺に関与したとも考えられるが不明である。
シゲリックは残酷な君主であったと言われている。アタウルフが先妻との間にもうけた6人の息子を全て処刑し、また後妻であるガッラ・プラキディアを侮辱して、奴隷たちに混ぜて長距離を移動させた。ローマ帝国敵視政策を採り、遠征を計画した。しかし即位から僅か7日後、ワリアの支持者たちにより殺害された。